# Giovedì nero di Milano
Giovedì nero di Milano è il nome dato dalla stampa a una serie di atti criminosi compiuti giovedì 12 aprile 1973 a Milano da militanti di gruppi neofascisti e del MSI durante una manifestazione non autorizzata dalla questura. Tra questi, vi è l'omicidio del poliziotto ventiduenne Antonio Marino, colpito da una bomba lanciata dal neofascista Vittorio Loi.

## Storia

### La preparazione
I vertici del MSI-DN e del Fronte della Gioventù avevano indetto per il 12 aprile una manifestazione con un comizio di Ciccio Franco a Milano con lo scopo di "dimostrare contro la violenza rossa". Il corteo avrebbe dovuto sfilare da Piazza Cavour a Piazza Tricolore, dove si sarebbe tenuto il comizio.
Il prefetto Libero Mazza pose però il veto all'evento poco prima dell'inizio della sfilata per gravi motivi di ordine pubblico. Franco, il leader dei Moti di Reggio, era noto per le istigazioni alla violenza, e la questura voleva evitare una recrudescenza degli atti criminosi legati alle attività missine. Inoltre alla parata avrebbero partecipato militanti dei gruppi più estremisti della destra eversiva come Avanguardia Nazionale, Ordine Nuovo e Lotta di Popolo, provenienti da tutta Italia.

### Precedenti
Alcuni militanti de "La Fenice" già pochi giorni prima (il 7 aprile) avevano tentato di effettuare un attentato sul treno Torino-Genova-Roma. Nico Azzi, militante milanese legato a Ordine Nuovo, era rimasto ferito quando mezzo chilogrammo di tritolo, innescato erroneamente, era in parte esploso nel maldestro tentativo di installare un ordigno sul treno, dopo che si era volontariamente fatto notare con una copia del giornale Lotta Continua in tasca, al fine di operare un'azione di depistaggio preventivo.

### La manifestazione e le violenze
I manifestanti, nonostante il divieto, alle 17:30 si radunarono ugualmente, capitanati dal vicesegretario Franco Servello, dall'onorevole Francesco Petronio e da Ignazio La Russa, all'epoca leader del Fronte della Gioventù di Milano, e alle 18:30 marciarono verso la prefettura per protestare contro il divieto; la parata fu caratterizzata da numerosi atti di violenza e di teppismo, per cui venne schierato il III reparto Celere. Vi furono diverse schermaglie tra forze dell'ordine e manifestanti.
I neofascisti invasero la Casa dello Studente di Viale Romagna in cui praticarono gravi atti di vandalismo e danneggiarono l'istituto magistrale Virgilio di Piazza Ascoli, ritenuto un luogo legato alla sinistra milanese.
Lungo via Bellotti, nei dintorni di via Kramer, dalla folla vennero lanciate due bombe a mano SRCM Mod. 35 contro le forze dell'ordine ferendo con la prima un passante e un poliziotto; la seconda invece colpì al petto l'agente Antonio Marino, di 22 anni, uccidendolo. Altri dodici celerini furono travolti dalle schegge, riportando ferite di varia entità. Marino, originario della provincia di Caserta, era divenuto poliziotto nel 1971, dopo un periodo trascorso in Germania.

## Le indagini
150 manifestanti appartenenti a gruppi neofascisti vennero arrestati e iscritti all'albo degli indagati dal Sostituto Procuratore della Repubblica Guido Viola: 80 vennero subito rilasciati, mentre per i restanti si proseguirono le indagini. Gli arrestati vennero incriminati per ricostituzione del Partito Fascista, reato punibile secondo la Legge Scelba, ma le condanne furono poche e di leggera entità, a parte quella di Murelli e Loi.
Il 9 marzo 1977, due giovani neofascisti, Vittorio Loi e Maurizio Murelli vennero riconosciuti colpevoli in seguito a una delazione di Gianluigi Radice (segretario provinciale del Fronte della Gioventù che la sera stessa dei fatti aveva reso una dettagliata deposizione sui fatti, che gli consentì, tra l'altro, di ricevere la taglia di 5 milioni di lire promessa dallo stesso MSI a favore di coloro che indicassero gli autori del reato). Radice stesso venne inquisito e poi prosciolto.
Interrogando i manifestanti arrestati cominciò a emergere che la parata sarebbe stata organizzata e pianificata attraverso riunioni in un bar di Piazza San Babila, punto di ritrovo dei neofascisti milanesi, e non sarebbe stata un atto di violenza spontanea.
Pietro De Andreis e Nestore Crocesi, emissari della federazione missina, vennero citati come contatti tra il partito e i "sanbabilini".
Fu ricostruito il percorso delle armi presenti nella manifestazione: erano state portate sul posto numerose mazze ferrate, alcune molotov, pistole e tre bombe a mano, di cui due erano state usate. Le bombe risultarono fornite da Azzi, l'attentatore ferito sul treno.
Tra gli arrestati durante gli scontri spiccavano i nomi di Mario Di Giovanni, terrorista di Ordine Nero condannato poi l'anno successivo per possesso di tre chilogrammi di esplosivo, e Cesare Ferri, quest'ultimo inizialmente imputato per la strage di piazza della Loggia e successivamente assolto con formula piena nonché risarcito per il tempo trascorso in regime di custodia cautelare.

## Le reazioni e le condanne
Il partito missino, almeno formalmente, cercò di dissociarsi dai fatti: arrivò a offrire un premio di cinque milioni di lire a chi avesse aiutato a identificare i colpevoli. I soldi andarono a Radice, l'autore della deposizione che permise l'arresto. Identificati i colpevoli, l'MSI negò ogni rapporto con i due giovani; ciò nonostante, Murelli all'atto dell'arresto aveva con sé la tessera del partito. Anche Loi era noto per la sua militanza politica, per cui il disconoscimento di fatto non ebbe successo.
Ormai chiamato in causa, l'MSI finanziò i due imputati, offrendo loro 22 milioni di lire per i risarcimenti. Offrì anche alla famiglia di Marino 20 milioni, a titolo di risarcimento. Questi soldi tuttavia non vennero versati, e la famiglia sporse denuncia contro il partito.
Murelli e Loi ricevettero condanne a 19 e 18 anni di carcere rispettivamente, e Nico Azzi (che in seguito all'esplosione nel precedente tentativo fallito di attentato al treno aveva riportato un danno fisico permanente) fu condannato a due anni per aver fornito le bombe. Murelli all'epoca era diciannovenne e Loi ventunenne: era figlio del campione di boxe Duilio Loi.
La magistratura chiese l'autorizzazione a procedere contro Servello e Petronio: la Camera dei deputati ritenne che non vi fossero gli estremi e tutelò i due deputati negando il permesso per le indagini. Il 26 maggio 1978 con sentenza del Tribunale di Milano i dirigenti locali missini venivano assolti dalle accuse di aver organizzato deliberatamente gli scontri.